# Мавзолей Рудаки
Мавзоле́й Ру́даки (тадж. Оромгоҳи Рӯдакӣ) — мавзолей известного поэта, писателя и учёного, основателя таджикско-персидской литературы — Рудаки (858—941). Одна из самых известных и популярных достопримечательностей страны.

## Расположение и описание
Мавзолей Рудаки находится в небольшом селении Панджруд, который расположен в 60 километрах к востоку от города Пенджикент, в Педжикентской нохие Согдийского вилоята.
Мавзолей находится внутри небольшого сквера с зелёными насаждениями, вход в который обозначен большой кирпичной аркой персидского стиля, с массивными отделанными деревянными воротами. Сам мавзолей находится в центре сквера, на небольшом холме, на которую ведёт длинная лестница окружённая с двух сторон деревьями. Здание мавзолея представляет собой в плане многогранник, увенчанный полусферическим куполом, опирающимся на барабан. Мавзолей построен из красного кирпича, а купол облицован голубой плиткой на манер древних среднеазиатских и персидских мечетей и мавзолеев. Внутри мавзолея, в центре установлен мраморный саркофаг над его могилой.
С северо-запада и северо-востока, к холму на котором построен мавзолей, почти вплотную примыкают предгорья Зеравшанского хребта.

## История
В 1940 году Бободжон Гафуров и Садриддин Айни на основании письменных источников установили точное место захоронения Рудаки. Спустя 15 лет, в 1956 году, с участием антрополога Михаила Герасимова, литературоведа Расула Амонова и археолога Василия Ранова была вскрыта могила с останками Рудаки. Герасимову удалось по черепу поэта восстановить его настоящий портрет и создать бронзовый бюст поэта.
В погребении были обнаружены кости скелета, тщательное исследование которых показало, что они принадлежат мужчине, который скончался в возрасте около 85-87 лет. В склепе также были найдены предметы, относящиеся к тому времени, когда жил поэт. Был обнаружен еще ряд признаков, которые позволили учёным сделать вывод о том, что найденные останки действительно принадлежат Рудаки.
В день 1100-летнего юбилея Рудаки, 17 октября 1958 года в селении Панджруд состоялась церемония открытия построенного мавзолея. Как указывалось, мавзолей был возведен точно на том месте, где археологи нашли его останки.
В последующие годы, мавзолей сильно обветшал. В 2008 году была проведена полная реконструкция и полное восстановление мавзолея, облик которого был изменён. Архитектурный стиль мавзолея является персидским, с элементами исламской архитектуры. Открытие восстановленного и обновленного мавзолея состоялось в том же году, в честь 1150-летнего юбилея Рудаки.